# Chlamydera nuchalis
Chlamydera nuchalis là một loài chim trong họ Ptilonorhynchidae.

## Hình ảnh

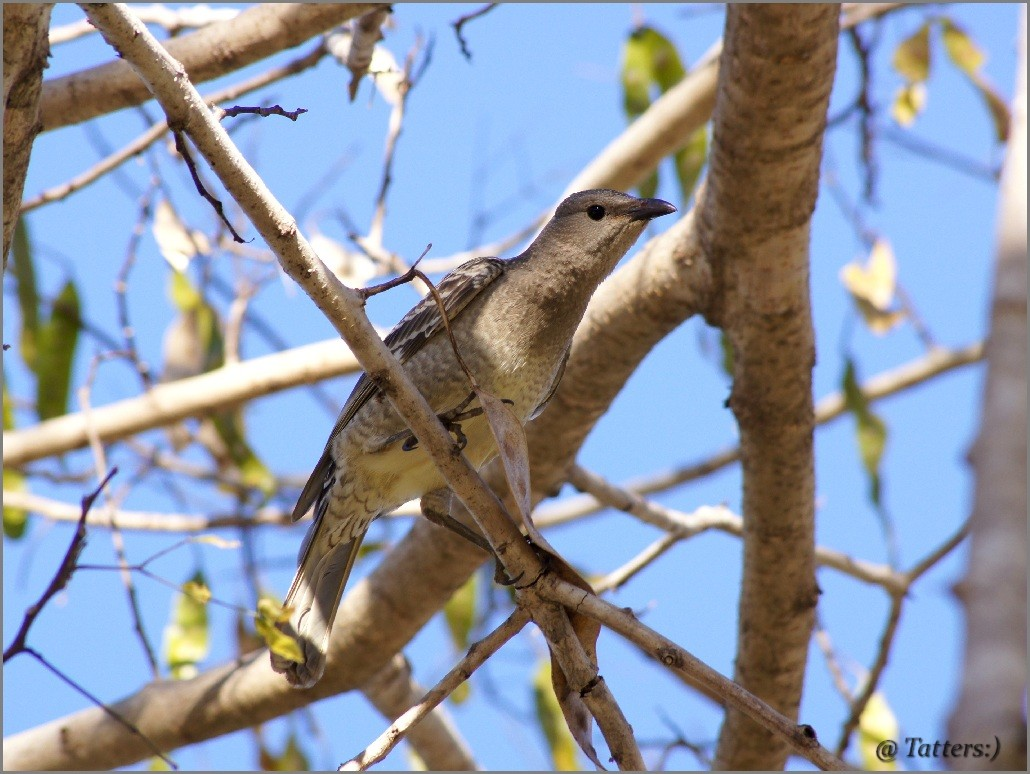
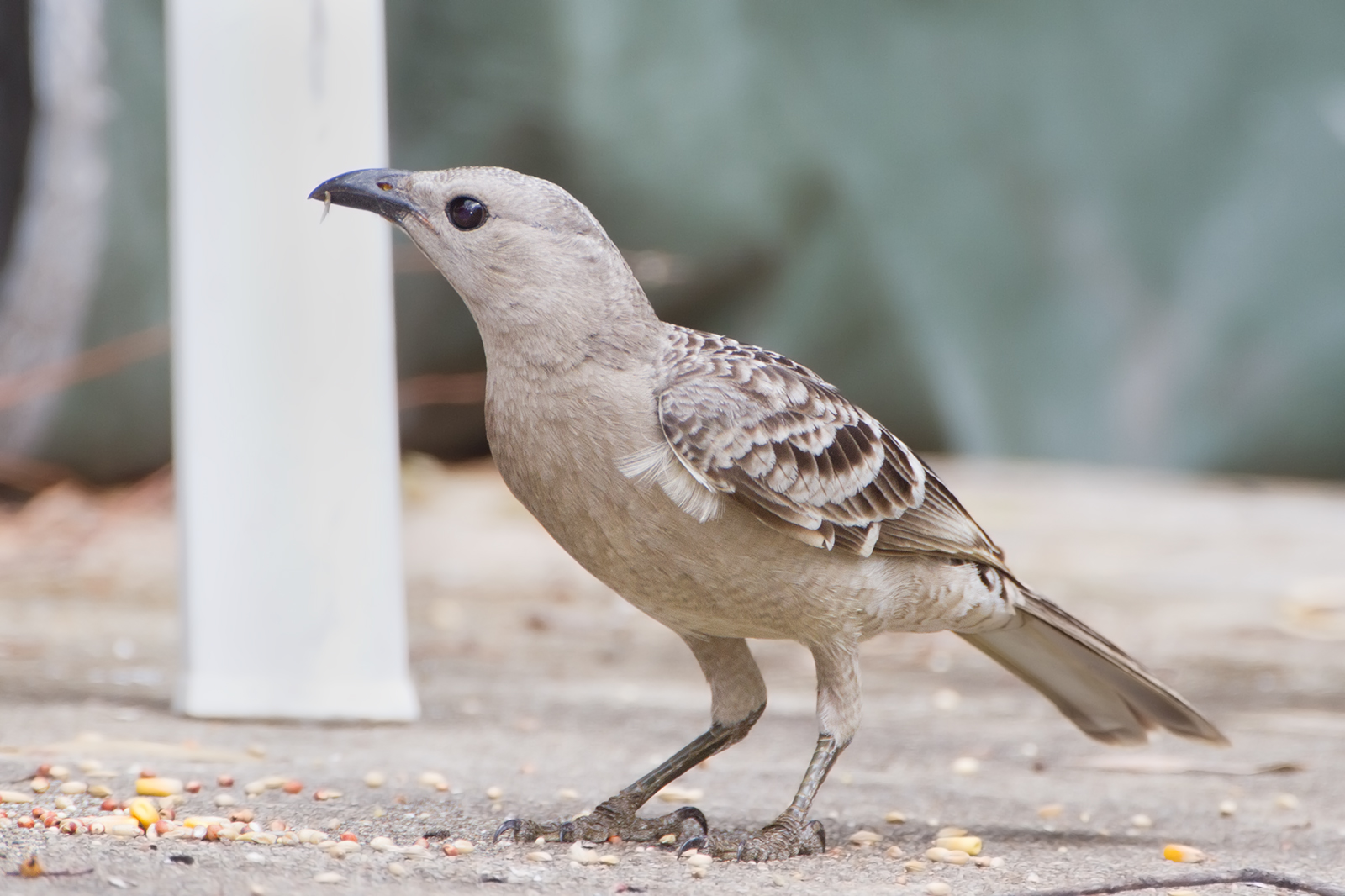
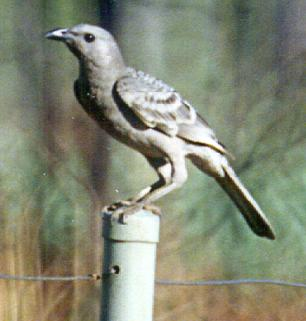
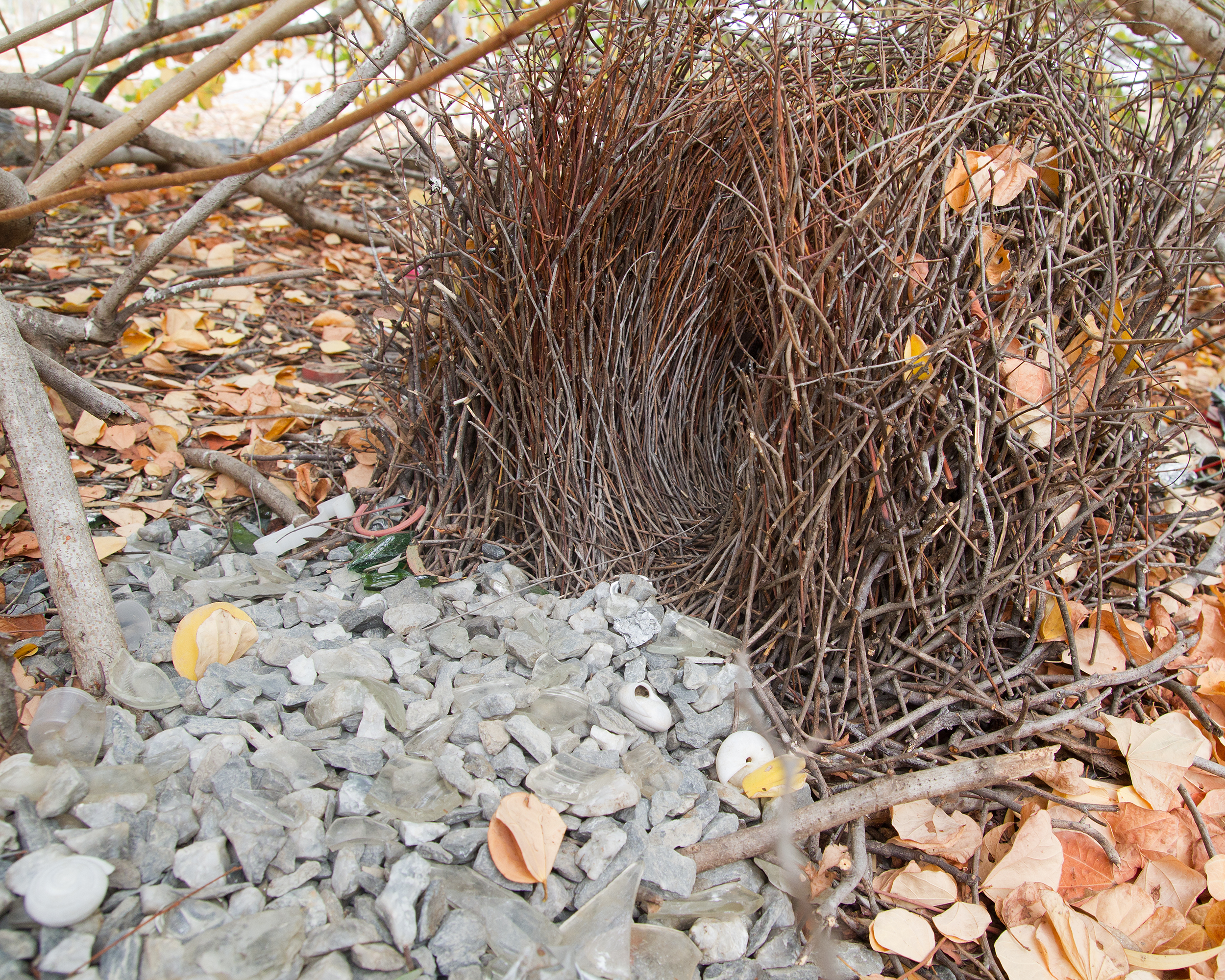
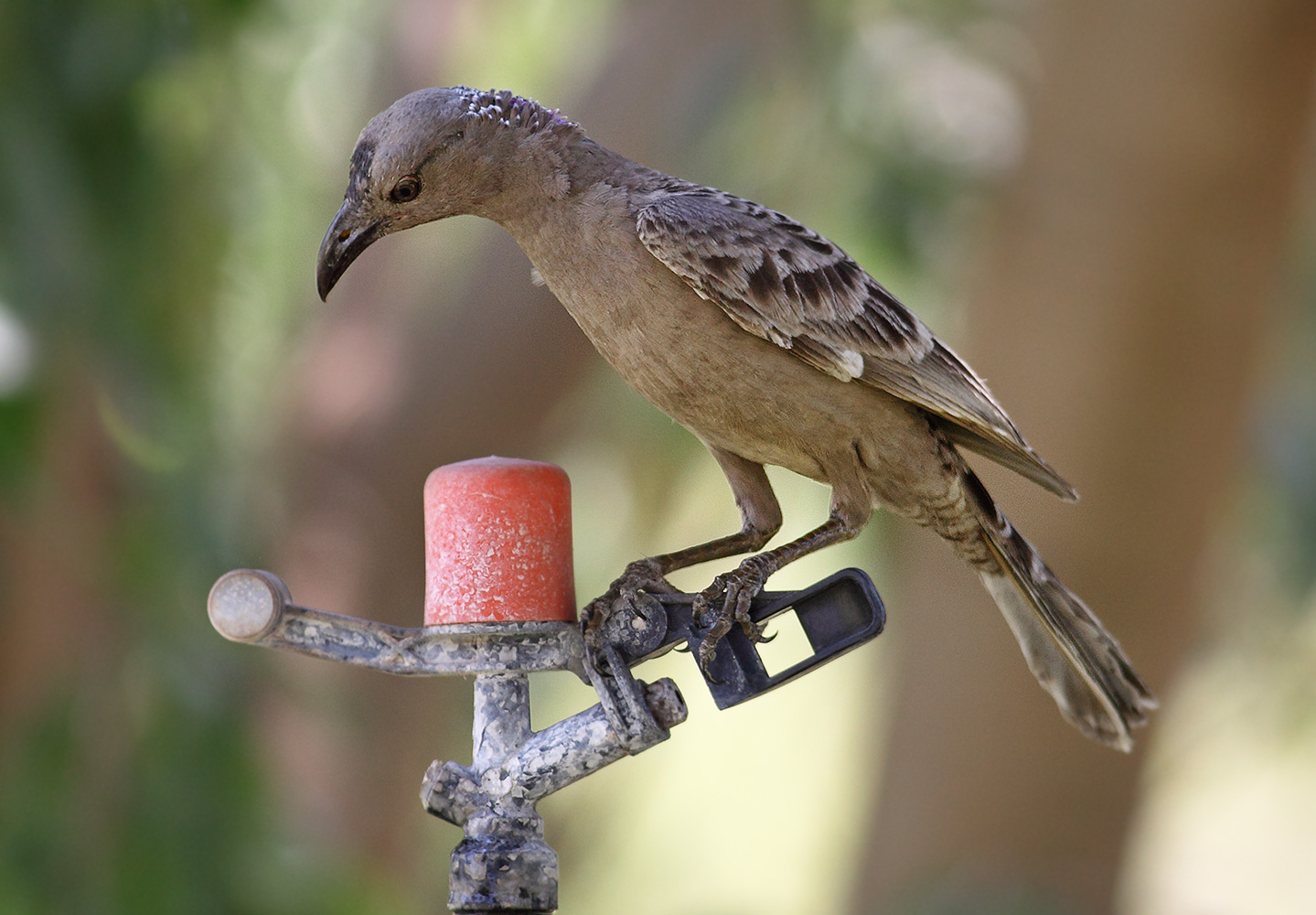